# Hermann Christoph von Russwurm
Hermann Christoph von Russwurm vagy Hermann Christof von Rußworm gróf (németül: Hermann Christoph Graf von Russwurm) (Frauenbreitungen, Szász-Meiningeni Hercegség, 1565. augusztus – Prága, 1605. november 29.) szászországi születésű nemesember, német-római császári katonatiszt, tábornagy, császári titkos tanácsos, a tizenöt éves háború török elleni harcainak hadvezére, 1602–1605 között a magyarországi császári hadak fővezére. Rivális olasz tábornoktársai és császári udvaroncok intrikálása nyomán perbe fogták és a császár szándéka ellenére kivégezték. Családneve előfordul Rusworm, Rußwurm, Roßwurm, Ruswurm, Roswurm és hasonló írásmódokban is.

## Élete

### Származása
Hermann Christoph von Russwurm a Szász-Meiningeni Hercegségben született, valószínűleg 1565 augusztusában. Szülőfaluja, Frauenbreitungen ma: Breitungen/Werra község része, Schmalkalden-Meiningen járásban, Türingiában). Családja, a Rußworm / Rußwörm szász nemesi család az ősi Gleichen-Russwurm nemzetség egyik oldalágából eredt. Édesapja a protestáns vallású (ifjabb) Heinrich von Rußworm lovag volt, a szász választófejedelem hűbérese, édesanyja Dorothea von Buchenau.

### Viharos pályakezdése
Az ifjú Hermann katonának állt, első ismert hadi tettét 1585-ben jegyezték fel. A vallásháborúk harcai során Von Moers gróf szolgálatában vitézül küzdött egy éjszakai támadásban Neuß városa ellen. Fékezhetetlen, erőszakra hajló mentalitása már ekkor kiütközött: Az elfoglalt városban tanúsított viselkedése (atrocitások elkövetése vagy verekedés okozása) miatt parancsnokánál bepanaszolták, felettesétől megrovást kapott. 1586-ban hadnagyi rangban a lotaringiai Christophe de Bassompierre márki (1547–1596) testőrségének tagja, majd 1588-ban annak parancsnoka lett.
E minőségében III. Károly lotaringiai herceg zászlaja alatt vonult az elzászi hadjáratba. Ebben az időben tért át a protestantizmusról a katolicizmusra. A vallásháborúk során az ellenfelek ligákba tömörültek, a főurak zsoldos magánhadseregeiben napirenden voltak a más hiten lévőkkel szembeni túlkapások, atrocitások, erőszakos verekedések, ilyesmiből a frissen áttért Russwurm testőrkapitány is derekasan kivette részét. Összeszólalkozott tiszttársával, bizonyos Petoncourt hadnaggyal, és dührohamában megölte. Adolf von Schwarzenberg báró, a Kölni Hercegérsekség csapatainak főparancsnoka elfogatta és ki akarta végeztetni, de Russwurmnak 1590 közepén sikerült megszöknie. Szülőföldjére menekült, Szászországban töltött idejét arra is felhasználta, hogy elhunyt apja után kapott örökségének ügyeit rendezze.
Miután gyilkossági ügyéből tisztázta magát, Russwurm lovassági századosi (Rittmeister) rangban belépett Meinhard von Schönberg gróf, pfalzi tábornagy (1530–1596) seregébe, és részt vett a Jülich Hercegség ellen vezetett hadjáratban. Fogságba esett, de Alessandro Farnese pármai herceg (1545–1592), Spanyol-Németalföld királyi kormányzója közbenjárt érdekében és hamarosan szabadon engedték. Ekkor a császári szolgálatban harcoló Kurz ezredes csapatába jelentkezett. Harci tetteivel bizonyította vitézségét és katonai parancsnoki képességeit. II. Rudolf császár alezredessé léptette elő, és megbízta egy új ezred toborzásával, melynek parancsnokává is kinevezte. Russwurm alezredes az újonnan felállított ezredet Karl von Burgau őrgrófnak (1560–1618), Habsburg-Tiroli II. Ferdinánd főherceg (házasságon kívül született) fiának zászlója alá vezette. Az őrgróf néhány évvel korábban Alessandro Farnese helytartó szolgálatában egy spanyol ezred élén harcolt a németalföldi szabadságharcosok ellen. Az új német ezredet Russwurm Innsbruckba vezette, innen az őrgróf kíséretében Magyarországra indultak.

### A magyarországi hadszíntéren
Magyarországon 1591 óta újabb háború folyt a török ellen. 1594 elején Mátyás főherceg és Pálffy Miklós országbíró újabb hadjáratot vezettek Észak-Magyarországra. A főparancsnok Karl von Mansfeld tábornagy volt. A fősereggel vonuló Karl von Burgau őrgróf nem gondoskodott katonáinak élelmezéséről, és nem fizette rendesen a zsoldjukat sem. A számos dezertálás ellenére Russwurm fenn tudta tartani katonáinak harci szellemét, és sikereket ért el. 1594-ben katonái erősítést vittek a töröktől fenyegetett Komárom védőrségének, 1595-ben vitézül harcoltak Esztergom ostrománál és bevették a Vízivárost, az itteni harcban maga Russwurm alezredes is megsebesült. A bátor vállalkozásért Miksa főherceg (Mansfeld tábornagy halála után az új fővezér), kamarássá nevezte ki, és ezredesi rangot adott neki a magyarországi Habsburg-haderőben. Rudolf császár drága aranyláncot ajándékozott neki, és a német-római császári hadsereg vezérőrnagyává (Generalfeldwachtmeister) léptette elő.
1596 augusztusában Russwurm tábornok egy vakmerő rohammal bevette Hatvant, az október 25-26-i mezőkeresztesi csatában a sikert ígérő haditerv kidolgozásában oroszlánrésze volt. (A győzelem küszöbén azonban a soknemzetiségű császári csapatok fosztogatni kezdtek, a visszaforduló ellenség végül szétverte őket). A következő évben, 1597-ben Miksa főherceg főerejének kötelékében Russwurm részt vett Pápa ostromában, augusztus 17-én ismét súlyosan megsebesült a harcban. (A várat augusztus 20-án bevették). 1598-ban Russwurm régi ellenlábasa, Adolf von Schwarzenberg tábornagy (1547–1600) lett az új fővezér. A sebesüléséből felépült Russwurm tábornok részt vett a Mátyás főherceg által vezetett Buda elleni támadásban, itt ismét kitüntette magát a Budai Víziváros lerohanásával.

### Perbefogás
A tisztek és katonák körében igen népszerű Russwurm tábornok tábornok nyíltan bírálta riválisának, Schwarzenberg tábornagynak (1547–1600) döntéseit, és több alkalommal kiderült, hogy helyzetértékelésben és tervezésben felülmúlja a fővezért. Meggondolatlan nyíltságával újabb ellenségeket szerzett magának. A soknemzetiségű birodalmi haderőn belül Russwurm a német parancsnokok érdekeit védelmezte és jogait hangoztatta, szemben az olasz ezredesekkel, akiknek fő protektora Mátyás főherceg volt. Russwurm tábornok magára vonta a főherceg haragját is. Ellenségei ürügyet kerestek, hogy bevádolhassák a császár előtt. és elítélhessék. Felségsértés, parancsmegtagadás és kegyetlenkedés miatt perbe fogták, de sikeresen tisztázta magát, egyetlen vádpontot sem tudtak rábizonyítani. A riválisok csak annyit tudtak elérni, hogy Russmwurm tábornokot két éven át, 1601-ig távol tartották a magyarországi harctértől. 1599-ben nem történt komolyabb törökellenes akció. 1600 áprilisában elhunyt Pálffy Miklós országbíró, júliusban pedig Pápa ostrománál elesett Russwurm halálos ellensége, Adolf von Schwarzenberg tábornagy is. 1600-ban Philippe-Emmanuel de Lorraine, Mercœur hercege (1558–1602) sikertelenül próbálta felmenteni a töröktől ostromlott Nagykanizsa várát.

### Ismét Magyarországon
1601-ben Russwurm grófot felmentették minden vád alól, és tábornaggyá nevezték ki. Júliusban csatlakozott Philippe-Emmanuel de Lorraine-hez, Mercœur hercegéhez, aki Székesfehérvárt ostromolta.  elfoglalására indították. Russwurm körültekintően előkészített és határozottan irányított hadműveletei révén szeptemberben sikerült elfoglalni a várost. A győzelmet Russwurm nem tudta kiaknázni, mert sikere aktivizálta haditanácsbéli irigyeit, akik elérték, hogy a tábornagyot több ezreddel november 7-én Nagykanizsa alá irányítsák, ahol Ferdinánd főherceg serege eredménytelenül ostromolta a várat. A téliesre fordult időjárás ellenére Russwurm erőltetett menetben egy hét alatt átvágta magát az ellenséges területen. A harcokban 3000 katonát vesztett, de november 14-én megérkezett az ostromló táborba. Rövid szemle után felmérte az ostromművek hiányosságait, és azonnali támadást javasolt. Ferdinánd főherceg azonban az ostrom félbeszakítása mellett döntött. Russwurmot a visszavonulást fedező utóvéd élére állította, a feladatot „dicséretesen és dicsőséggel” elvégezte. Haditanácsbeli ellenfelei ennek ellenére az egész ostrom kudarcát és a visszavonulás veszteségeit a kényelmetlenül kritikus tábornagy nyakába próbálták varrni, ismét hiába. Rudolf császár teljes mértékben elismerte Russwurmnak a kereszténység és a császári ház érdekében szerzett érdemeit. 1602-ben, Philippe-Emmanuel de Lorraine-nek, Mercoeur hercegének halála után a császár Russwurmot tette meg a magyarországi császári hadak fővezérévé, mellőzve olasz vetélytársait, Ferrante Gonzaga mantovai herceget, Felső-Magyarország parancsnokát és Giorgio Basta tábornagyot, az erdélyi hadak parancsnokát.
Az új fővezér energikusan látott munkához. Igyekezett letörni a hadsereget gyengítő, egymással rivalizáló klikkeket, és megoldani a hadseregtoborzás nehézségeit. 1602-ben a törökök ostrom alá vették és augusztus 29-én visszafoglalták Székesfehérvárt, Russwurm nem tudott elégséges erejű haderőt szervezni a vár felmentésére. Októberben Russwurm a rendelkezésére álló erővel Buda ostromára indult, ezzel stragégiai sikert ért el, visszafordulásra késztette a Felső-Magyarország és Erdély ellen vonuló török fősereget. Bár novemberben Russwurm feladta Buda ostromát, de az elfoglalt Pest városában császári helyőrséget hagyott, a következő évre tervezett újabb ostrom bázisaként. Végül kiéheztetéssel elfoglalta Vác városát. Riválisai, Basta tábornagy és Giovan Giacomo Barbiano di Belgioioso gróf, kassai főkapitány hiába intrikáltak, Rudolf császár a következő évre is megerősítette fővezéri megbízatását.
1603-ban Russwurm újabb hadjáratot vezetett Buda elfoglalására. A Lala Mehmed pasa fővezér vezetésével dél felől érkező török felmentő sereget Szekszárd térségében a Sárvíz mentén megtámadták, az épülő török hadihidat felgyújtották, a török sereg mozgását további portyákkal fékezték. A Buda ostromára küldött császári fősereg mégis elkésve, októberben érkezett Pest alá. Lala Mehmed addigra megerősítette Buda védőrségét, a várat jelentős fegyverzettel, készletekkel töltötte fel. A vár ostroma elmaradt, a két hadsereg a Csepel-szigeten csapott össze. Russwurm kihasználta a török hadvezetés hibás haditervét, és szétverte a szigeten csapdába esett török erőket. Rudolf császár közvetlen utasítására ezután Russwurm megpróbált támaszpontot létesíteni a budai oldalon, de azt a törökök megsemmisítették. Russwurm sikeres, de stratégiailag haszontalan vállalkozást vezetett kelet felé, és november 19-én elfoglalta Hatvant. Buda alól azonban ismét eredménytelenül kellett elvonulnia.
A Buda alatt elszenvedett második kudarc meggyengítette Russwurm tábornagy helyzetét. Az 1604-re tervezett nagyszabású haderőreformot már nem tudta végrehajtani, mert ez túl sok ellenlábasának érdekét sértette. 1604-ben Russwurm súlyosan megbetegedett. Mátyás főherceg rávette bátyját, a császárt, hogy Russwurmot váltsa le a fővezérségről, és 1605-re már csak Győr parancsnokságát kínálja neki. Magyarországon – Mátyás főherceg egyik védencének, az olasz Giovan Giacomo Barbiano di Belgioioso grófnak, Felső-Magyarország kormányzójának intrikálása nyomán – 1604 végén kitört a Bocskai-felkelés, amely újabb császári erőket kötött le. Októberben Belgioioso vereséget szenvedett, a Habsburg-hatalom területeket vesztett.

### Bukása és kivégzése

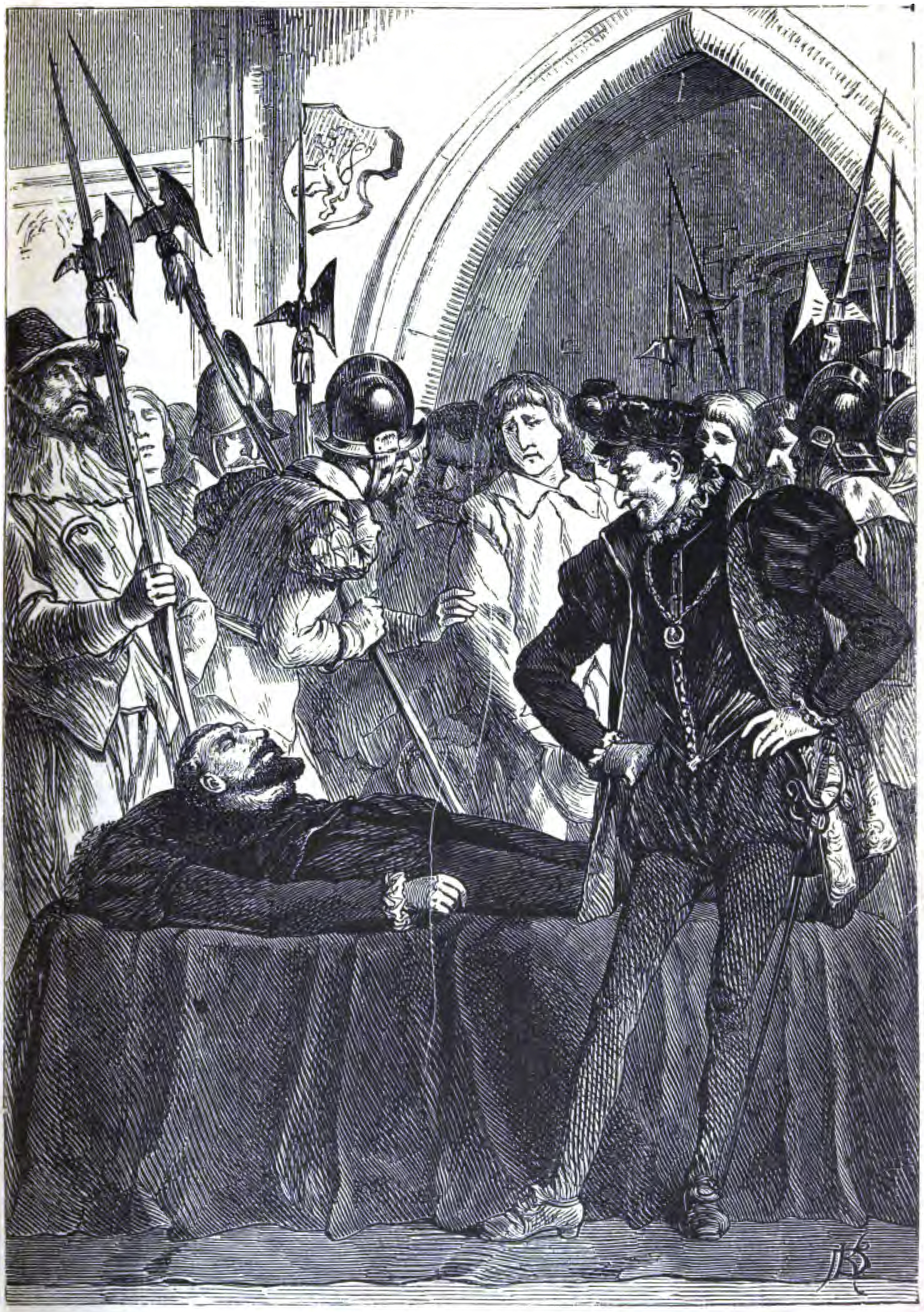
Philipp Lang gúnyolódik Rußworm marsall teteme fölött (19. századi romantikus rajz)

A magyarországi vereségek hatására Rudolf császár ismét Russwurm tábornagyhoz fordult. Felgyógyulása után, 1605 májusában grófi méltóságra emelte, és közölte vele, ismét kinevezi a magyarországi hadak fővezérévé. Előbb azonban megbízta annak a vizsgálóbizottságnak vezetésével, amely Giovan Giacomo Barbiano di Belgioioso gróf, felső-magyarországi kormányzó szerepét vizsgálta a Bocskai-felkelés kirobbantásában. Ezzel betelt a pohár, Russwurm riválisai elhatározták, megszabadulnak a tábornagytól. Június 24-én Belgioioso gróf emberei összetűzést provokáltak Russwurm kíséretével, a csetepatéban Russwurm valamelyik embere megölte Francesco Barbiano zsoldoskapitányt, Giovanni Barbiano gróf öccsét. A gyilkosságért azonnal Russwurmot tették felelőssé, letartóztatták, fogságba vetették, és perbe fogták. Egész életéből összegyűjtötték a lehetséges vádpontokat. A per bíráit a császár homoszexuális ágyasa, Philipp Lang kamarás irányította, aki teljesen hatása alatt tartotta a császárt, és félrevezette a per állását illetően. A hadsereg több tábornoka, sőt a Habsburg-ház több tagja is hiába próbált közbenjárni Russwurm érdekében. A tábornagyot halálra ítélték és november 29-én Prágában lefejezték. Az azonnali szabadon bocsátását elrendelő császári parancs egy órával később érkezett meg.
Rudolf császárt haragra gerjesztette, hogy akaratával szembeszállva végrehajtották az ítéletet, és válságos háborús helyzetben megfosztották a hadsereget egy erélyes hadvezértől. Ennek ellenére Lang nem vált kegyvesztetté. Csak három évvel később, 1608-ban tartóztatták le, amikor Mátyás főherceg csapatokkal érkezett Prágába, hogy zavart személyiségű bátyját lemondassa. Lang egy éven belül meghalt a börtönben, valószínűleg megölték.

## Érdekesség
- A Budai Várnegyedben található Ruszwurm-cukrászda nem a tábornagy családnevét viseli. A cukrászdát 1884–1922-ig Wilhelm Rußwurm (Ruszwurm Vilmos) vezette, a korábbi tulajdonos, Anton Müller veje.[5]